# Nationale Bibliotheek van Israël
De Nationale Bibliotheek van Israël (Hebreeuws: הספרייה הלאומית) is de nationale bibliotheek van Israël. De verzameling van de bibliotheek bevat meer dan 5 miljoen boeken, handschriften, archieven en tijdschriften, is gevestigd in de Givat Ram-campus van de Hebreeuwse Universiteit van Jeruzalem en fungeert ook als universiteitsbibliotheek.

## Geschiedenis
De B'nai Brith-bibliotheek werd in 1892 te Jeruzalem gesticht. Het was de eerste openbare bibliotheek in Palestina ten behoeve van de Joodse bevolking. De bibliotheek bevond zich in de B'nai Brith-straat, tussen de Joodse wijk Meah Shearim en de Russische wijk. Tien jaar later verhuisde de toen Midrash Abrabanel-bibliotheek genaamde instelling naar de Ethiopiëstraat. In 1920 werd de B'nai Brith-collectie de basis van een universiteitsbibliotheek. Toen vijf jaar later de universiteit van start ging, verhuisden de boeken naar de Scopusberg. In 1948 werd de toegang tot de Scopusberg beperkt en de meeste boeken verhuisden naar het tijdelijke universiteitsonderkomen in Rehavia. De verzameling was inmiddels gegroeid tot een miljoen boeken. Overal in de stad werden boeken bewaard in opslagruimten.
Eind jaren 70 werd een nieuw universiteitscomplex op de Scopusberg in gebruik genomen, waar de faculteiten rechten, geesteswetenschappen en letteren, en sociale wetenschappen een plek vonden. De faculteitsbibliotheken openden hun deuren en er kwamen steeds minder mensen naar de Givat Ram-bibliotheek. In de jaren negentig had men problemen zoals wateroverlast en een insectenplaag.
In 2007 werd de bibliotheek officieel erkend als Nationale Bibliotheek. Bovendien werd ze een gesubsidieerde partner van de universiteit. Op dit moment wordt ze deels door de universiteit, deels door de staat Israël betaald.

## Collectie
De bibliotheek streeft ernaar alles wat er in Israël, in welke taal ook, in druk is verschenen te verzamelen. Tevens alle publicaties over staat en land van Israël, het Jodendom en het joodse volk, uit alle landen, in alle talen.
Verder wordt alles verzameld wat er gepubliceerd is in het Hebreeuws en in de talen van de Diaspora, zoals Jiddisch en Ladino). De Nationale Bibliotheek heeft de grootste collectie van Hebraica (documenten die met Hebreeuwse letters geschreven zijn) en Judaica (documenten in andere talen die over Joden en het Jodendom gaan) ter wereld en is de opslagplaats van veel zeldzame en unieke manuscripten, boeken en artefacten. Een voorbeeld daarvan is een handschrift uit 1768 dat herinnert aan het bezoek van stadhouder Willem V en zijn vrouw Wilhelmina van Pruisen, aan de Joodse gemeenschap van Amsterdam. De bibliotheek beheert ook veel persoonlijke archieven van invloedrijke joodse personen.
De Israëlische wet schrijft voor dat er van alles wat in Israël gedrukt wordt, twee kopieën in de Nationale Bibliotheek moeten worden bewaard. Sinds 2001 geldt dit ook voor audiovisuele en andere niet geschreven media.